# Ilja Issidorowitsch Fondaminski
Ilja Issidorowitsch Fondaminski (Fundaminski) (russisch Илья Исидорович Фондаминский (Фундаминский); * 17. Februarjul. / 29. Februar 1880greg. in Moskau; † 19. November 1942 im KZ Auschwitz) war ein russischer Revolutionär und Herausgeber. Für seine literarischen Arbeiten benutzte er das Pseudonym Bunakow (russisch Бунаков).

## Leben
Fondaminski war der Sohn des jüdischen 1.-Gilde-Kaufmanns Issidor Fundaminski und jüngerer Bruder des Revolutionärs Matwei Issidorowitsch Fondaminski. Fondaminski besuchte in Moskau das private Kreiman-Gymnasium und studierte dann an den philosophischen Fakultäten der Universitäten Berlin und Heidelberg (1900–1904). Zusammen mit Wladimir Michailowitsch Sensinow, Nikolai Dmitrijewitsch Awksentjew, Abram Rafailowitsch Goz und anderen gehörte Fondaminski zum  Kreis Deutsch-sozialistischer Revolutionäre. Im März 1902 wurde er an der deutsch-russischen Grenze verhaftet und von den russischen Behörden wegen des Transports revolutionärer Literatur zu 2 Monaten Gefängnishaft verurteilt. Er wurde Mitglied der Partei der Sozialrevolutionäre (PSR). 1903 heiratete er Amalija Ossipowna Gawronska (1882–1935), Enkelin des Teekönigs Kalonymos Wissotzky.
Im Dezember 1904 kehrte Fondaminski nach Moskau zurück. Er wurde einer der Führer des Moskauer Stadtkomitees der PSR und beschäftigte sich mit Problemen der Propaganda. 1905 nach dem Beginn der Revolution wurde Fondaminski in das Zentralkomitee der PSR kooptiert. Im September 1905 wurde er mit seiner Frau verhaftet und nach einem Monat im Taganka-Gefängnis wieder freigelassen. Er nahm am Dezember-Aufstand in Moskau teil, nach dessen Niederschlagung er ins Großfürstentum Finnland flüchtete. Er beteiligte sich an der Arbeit beim 1. Kongress der PSR in Helsinki im Januar 1906. Im Mai und Juni 1906 gehörte er zu den schärfsten Kritikern der Ersten Staatsduma auf vielen Versammlungen in St. Petersburg. Im Juli 1906 fuhr Fondaminski in Reval mit zwei Agitatoren in einem Boot zur Panzerfregatte Pamjat Asowa, auf der die Matrosen gemeutert hatten. Allerdings war der Aufstand gerade niedergeschlagen worden, so dass Fondaminski, der sich Arseni Alexandrowitsch Belski nannte, von nichtaufständischen Matrosen verhaftet wurde. Da er sich noch nicht auf der Panzerfregatte befunden hatte, wurde er schließlich freigesprochen. Aus Furcht vor weiteren Prozessen emigrierte Fondaminski mit seiner Frau nach Frankreich.
1907–1917 lebte Fondaminski in Paris. 1909 nahm er am 5. Kongress der PSR teil und wurde in die Auslandsdelegation gewählt. Er betreute die Kampfgruppe Boris Wiktorowitsch Sawinkows, die Anschläge gegen die oberste Führung Russlands plante. Nach der Entlarvung Jewno Fischelewitsch Asefs änderte Fondaminski seine politische Einstellung unter dem Einfluss seiner Freunde  Sinaida Hippius und Dmitri Sergejewitsch Mereschkowski. 1912 gab er mit N. D. Awksentjew die Zeitschrift Potschin heraus. Zu Beginn des Ersten Weltkrieges stand er aufseiten der Verteidiger Russlands und redigierte mit Georgi Walentinowitsch Plechanow die Zeitschrift Prisyw, die sich gegen Defätisten wandte.
Zur Februarrevolution 1917 kehrte Fondaminski mit N. D. Awksentjew und Boris Wiktorowitsch Sawinkow nach Petrograd zurück. Im April 1917 wurde er zum Vizevorsitzenden des Exekutivkomitees des Bauernsowjets gewählt. Im Sommer 1917 wurde er Kommissar der Provisorischen Regierung für die Schwarzmeerflotte, die ihn in die Russische konstituierende Versammlung wählte. Nach der Oktoberrevolution war er Mitglied der Union der Erneuerung Russlands, die als Parteienbündnis sich dem Rat der Volkskommissare widersetzte.
Im Sommer 1918 wich Fondaminski nach Odessa aus. Er emigrierte im April 1919 endgültig mit seiner Frau nach Frankreich und ließ sich wieder in Paris nieder. 1919–1920 war er Mitglied einer Pariser Freimaurerloge der Großloge Grand Orient de France und 1920–1921 einer weiteren Freimaurerloge. 1920–1940 gehörte er zur Redaktion der führenden Emigrantenzeitschrift Sowremennyje sapiski. Dank seiner Mitarbeit war die Zeitschrift offen für Autoren der unterschiedlichsten Richtungen. So veröffentlichte die Zeitschrift Arbeiten von Leo Isaakowitsch Schestow, Simon Ljudwigowitsch Frank, Georgi Wassiljewitsch Florowski, Dmitri Sergejewitsch Mereschkowski, Iwan Alexejewitsch Bunin, Vladimir Nabokov, Alexei Michailowitsch Remisow und Mark Alexandrowitsch Aldanow. 1937 wurde Fondaminski Mitherausgeber der Russkije Sapiski. 1931–1939 gab er zusammen mit Georgi Petrowitsch Fedotow und Fedor Stepun die christlich-demokratische Zeitschrift Nowy Grad heraus. Er beteiligte sich an der Russischen Christlichen Studentenbewegung und an der Vereinigung der Rechtgläubigkeit. Nach dem Tod seiner Frau 1935 gab er ein Buch mit Erinnerungen auch an ihre Freundin Teffi heraus.
Nach Beginn des Zweiten Weltkrieges und Waffenstillstand verließ Fondaminski im Juni 1940 Paris und begab sich in die Zone Libre in das Arrondissement Pau. Teffi schrieb in ihren Erinnerungen, dass Fondaminski die Möglichkeit hatte, in die USA zu fliehen, wo viele seiner Freunde lebten, dass er aber nach dem Beispiel der Mutter Maria nicht fliehen wollte und sogar nach Paris zurückkehrte. Am 22. Juni 1941 wurde Fondaminski mit einer Gruppe von 120 russischen Freimaurern von der deutschen Besatzungsbehörde verhaftet. Im Lager Compiègne ließ er sich am 20. September 1941 russisch-orthodox taufen. Während die meisten Russen freigelassen wurden, blieb Fondaminski als Jude im Lager. 1942 kam er in das Sammellager Drancy und dann ins KZ Auschwitz, wo er getötet wurde.
Fondaminski war der Onkel des Physikers Wladimir Grigorjewitsch Galperin.
2004 wurde Fondaminski vom Ökumenischen Patriarchat von Konstantinopel zusammen mit Mutter Maria heiliggesprochen.